# Warta (stad)
Warta is een stad in het Poolse woiwodschap Łódź, gelegen in de powiat Sieradzki. De oppervlakte bedraagt 10,84 km², het inwonertal 3392 (2005).